# Isaac Koné
Isaac Koné (Parigi, 3 gennaio 1991) è un ex calciatore francese naturalizzato ivoriano, di ruolo centrocampista.

## Caratteristiche tecniche
È un mediano.

## Carriera
Cresciuto nel settore giovanile del Monaco, ha esordito in prima squadra il 23 luglio 2011 disputando l'incontro di Coupe de la Ligue perso 4-1 contro il Sedan.

## Palmarès

### Club

#### Competizioni nazionali
- Tweede klasse: 2

Anversa: 2016-2017
Cercle Bruges: 2017-2018